# ASCII Corporation
ASCII Corporation (株式会社アスキー Kabushiki kaisha Asukī?) var ett förlag baserat i Tokyo, Japan. Det blev ett dotterbolag till Kadokawa Group Holdings 2004, och slogs ihop med ett annat Kadokawa-dotterbolag MediaWorks den 1 april 2008 och blev ASCII Media Works. Företaget publicerades Monthly ASCII som huvudpublikationen.